# Idow Guudow
Idow Guudow (ook: Ido Gudo, Iido Gudow, Iidow-Gudow, Iidoow-Guudow) is een dorp in het district Kurtunwaarey in de gobolka (regio) Neder-Shabelle in Zuid-Somalië.
Idow Guudow ligt 3,8 km ten zuiden van de Shebelle-rivier in een relatief vruchtbaar landbouwgebied. De afstand naar de kust van de Indische Oceaan bedraagt 16,3 km. Dorpen in de buurt zijn Mokoyjaalle, Uro Urow, Garowle en Ababscia. De districtshoofdstad Kurtunwaarey ligt 8,4 km verder westelijk. Via Mokoyjaalle (3,7 km naar het oosten) is Idow Guudow verbonden met grotere steden als Buulo Mareer, Marka en Mogadishu.
Klimaat: Idow Guudow heeft een tropisch savanneklimaat. De gemiddelde jaartemperatuur is 26,3°C. April is de warmste maand, gemiddeld 27,8°C; augustus is het koelste, gemiddeld 24,9°C. De jaarlijkse regenval bedraagt ca. 409 mm (ter vergelijking: in Nederland ca. 800 mm). Van december t/m maart is er een lang droog seizoen, direct gevolgd door een nat seizoen van april-juni. In de periode juli-november regent het af en toe, maar lijkt geen sprake van een echt regenseizoen. April is de natste maand met ca. 90 mm neerslag. Overigens kan e.e.a. van jaar tot jaar sterk verschillen.